# Acrotíri (Santorini)
Acrotíri (em grego: Ακρωτήρι; romaniz.: Akrotíri) é um sítio arqueológico da Idade do Bronze da ilha grega de Santorini, associado com a Civilização Minoica devido a inscrições em Linear A, e semelhanças nos estilos de artefatos e afrescos. Seu nome deriva de uma aldeia moderna de mesmo nome localizada numa colina próxima. Afrescos, cerâmica, móveis, avançados sistemas de drenagem e edifícios de três andares foram descobertos no sítio, cuja escavação foi iniciada em 1967 por Spyridon Marinatos.
Acrotíri foi enterrado pela erupção do vulcão Tera durante o milênio II a.C.; como resultado,(igual as ruínas romanas de Pompeia posteriormente), está muito bem preservado. Alguns historiadores sustentam que o desastre ocorrido com este assentamento tenha sido a inspiração para a história platônica de Atlântida.
Um ambicioso telhado moderno, destinado a proteger o local, desabou pouco antes de sua conclusão em 2005, matando um visitante; não foram registrados danos às antiguidades. Como consequência o sítio foi fechado para visitantes; desde abril de 2012 o sítio está novamente aberto ao público.

## Descoberta e escavações
Em 1867 uma empresa de construção francesa operava projetos de extração de pedra-pomes e pozolana em Santorini, para a construção do Canal de Suez. Ferdinand André Fouqué, o geólogo da empresa, encontrou e registrou restos de paredes em um vale abaixo de Acrotíri e na pequena ilha de Tirásia. Três anos depois arqueólogos franceses e, em seguida, em 1899, o alemão Robert Zahn, escavaram sistematicamente o mesmo terreno, todavia, devido a falta de informações para produzir estimativas de tempo e, em vista das surpreendentes descobertas ocorridas contemporaneamente em Creta, tais escavações foram abandonadas. Em 1967, sob os auspícios da Sociedade Arqueológica de Atenas, o arqueólogo Spyridon Marinatos iniciou novas escavações nas ilhas onde notabilizou-se pela descoberta do assentamento de Acrotíri.
Depois de quarenta anos de escavação contínua verificou-se apenas dois hectares da cidade, que ocupava uma área muito maior. É basicamente a cidade do momento da destruição, em meio ao II milênio a.C., de modo que a datação precisa ainda é discutida. As mais antigas camadas estratigráficas foram exploradas apenas ocasionalmente, em trincheiras feitas para extrair os postes de suporte do telhado. Foram encontrados fragmentos de cerâmica e outros artefatos datáveis a partir do neolítico, perpassando vários período da Civilização Cicládica.
Logo após a descoberta do assentamento, um telhado foi edificado para proteger os edifícios da chuva e do sol. Entre 2002-2005, o telhado, que continuamente foi ampliado, foi substituído por uma nova estrutura, a pedido da União Europeia. Todavia um acidente ocorreu pouco antes da inauguração, do qual um turista foi morto e seis ficaram feridos. Como havia dúvidas quanto a solidez do telhado, as escavações, assim como as visitações, foram paralisadas. Durante a interrupção das escavações, os arqueólogos concentraram-se na análise de objetos já extraídos, em especial aqueles em camadas mais profundas. Através deste trabalho eles fizeram novas descobertas sobre a pré-história da cidade. Desde 2009, um novo telhado foi construído e as escavações foram retomadas em 2011.

## Periodização

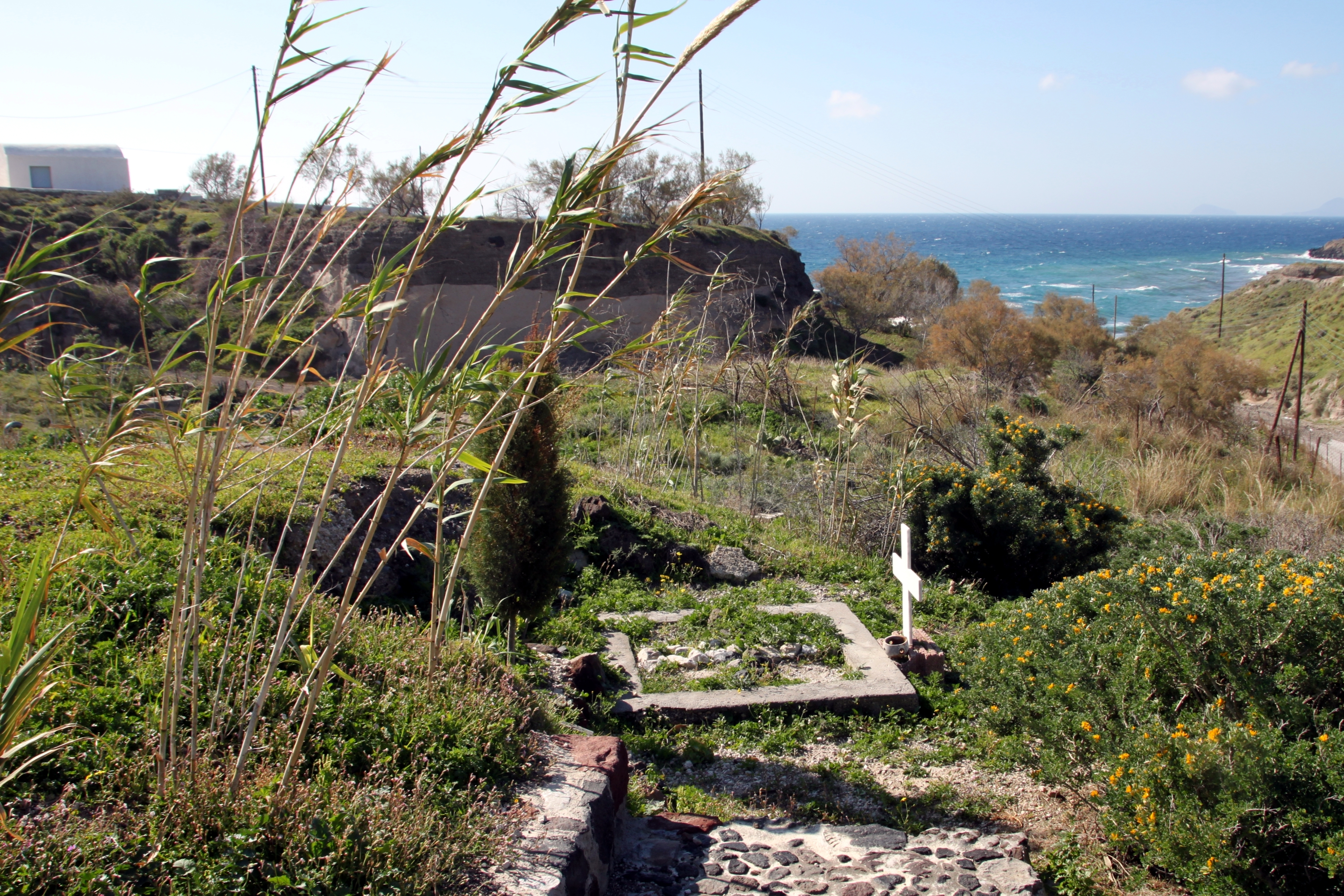
Túmulo de Spyridon Marinatos, Acrotíri

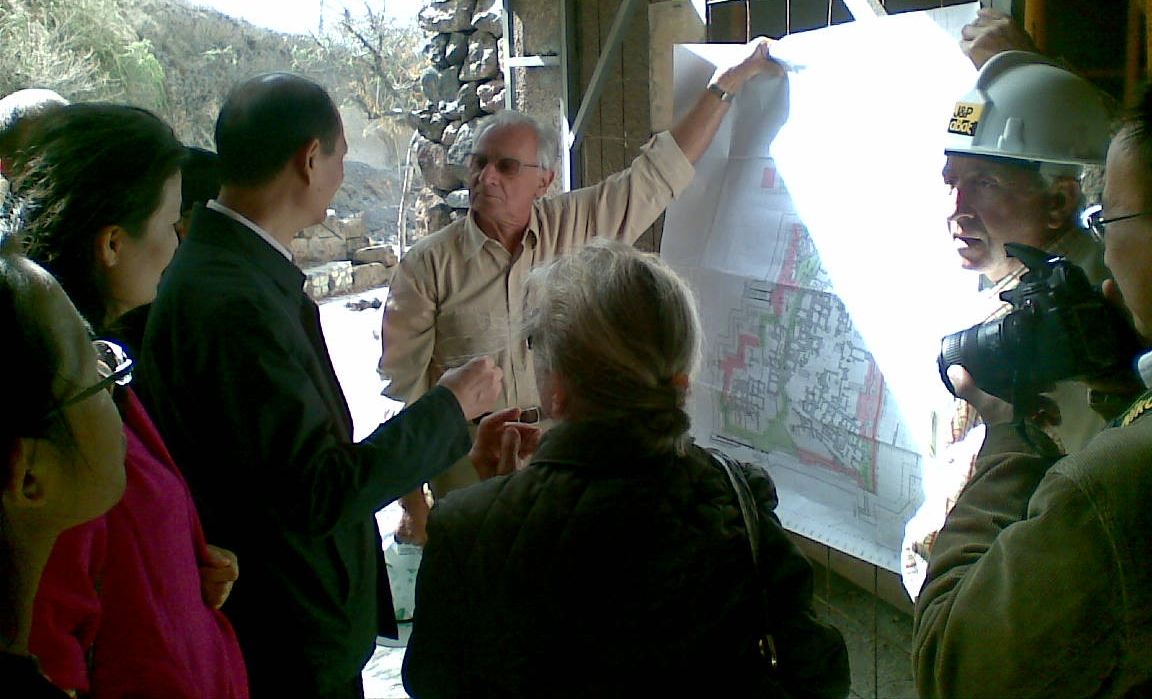
Christos Doumas guiando visitantes em Acrotíri, 2010

A parte escavada da cidade fica em um declive de cerca de 200 m da costa atual. As primeiras indicações de casas datam do neolítico, c. V milênio a.C. As escavações levaram aos primórdios da habitação como uma vila costeira em uma pequena península plana. Os primeiros exemplares de cerâmica estão intimamente relacionados com os tipos encontrados em Naxos e Saliagos. Semelhanças na decoração também estão disponíveis em cópias do Dodecaneso, particularmente provenientes de Rodes.
Assume-se que a cidade sofreu acentuada expansão em torno de 3 000 a.C. Naquela época a população da aldeia aumentou consideravelmente, como refletido na disposição de um cemitério que remonta à inclinação acima da península. Ele consistia de quartos esculpidos em rochas vulcânicas bastante maciças, algo incomum para o período. Os túmulos foram basicamente cistas, todavia, devido a falta de rochas adequadas para se produzir lajes, estas foram substituídas por salas. Perto do final do período Cicládico Antigo II (2 650-2 450/2 400 a.C.) o cemitério foi abandonado e os exemplares de cerâmica encontrados nos túmulos pertencem ao chamado grupo Kastri.
Em cerca de 2 500 a.C. há traços de metais na ilha. Comparações de estilos salientam que a troca de novos materiais e novas técnicas de cerâmica ocorreram do nordeste do Egeu para a ilha. Poliochini, em Lemnos, e outros assentamentos vizinhos foram abandonados no final do III milênio a.C. por razões desconhecidas. Ao mesmo tempo, a metalurgia desenvolveu-se em Acrotíri, e pode-se supor que tal mudança seja proveniente de imigrantes que fugiram para a ilha, trazendo consigo novos conhecimentos.
A cidade atingiu o seu florescimento dentro das Cíclades após 2 000 a.C. Naquela época, os quartos do cemitério da Idade do Bronze Inicial foram preenchidos com pedras e restos de muros desmoronados, de modo a formar uma base estável para a expansão do assentamento em direção ao topo da encosta. Acredita-se que o estopim para tal período áureo foi a descoberta de grandes depósitos de cobre em Chipre, e a posição ideal de Santorini na rota comercial entre Chipre e Creta. A cidade, em seguida, tomou um caráter urbano, com casas de vários andares, e sua primeira infraestrutura pública, com um sistema complexo de esgoto. Novos estilos de cerâmica apareceram: exemplares com duas tonalidades e uma pintura detalhada com padrões geométricos e desenhos de plantas e animais.
Escavações sobre o período cicládico médio foram conduzidas, em parte, a partir das bases encontradas em trincheiras e sobre entulhos ou fragmentos que foram reutilizados como material de construção durante o cicládico recente. Além das trincheiras, a pesquisa mostra o estado da cidade durante o cicládico tardio I, com data ainda discutida. O abandono definitivo de Acrotíri ocorreu durante o Cicládico Recente I/Minoano Recente I com base na cronologia das ilhas e no Heládico Recente I, em algum momento anterior ao abandono do Heládico Recente IIA do Círculo de tumbas A em Micenas, com base a cronologia do continente.

### Erupção minoica

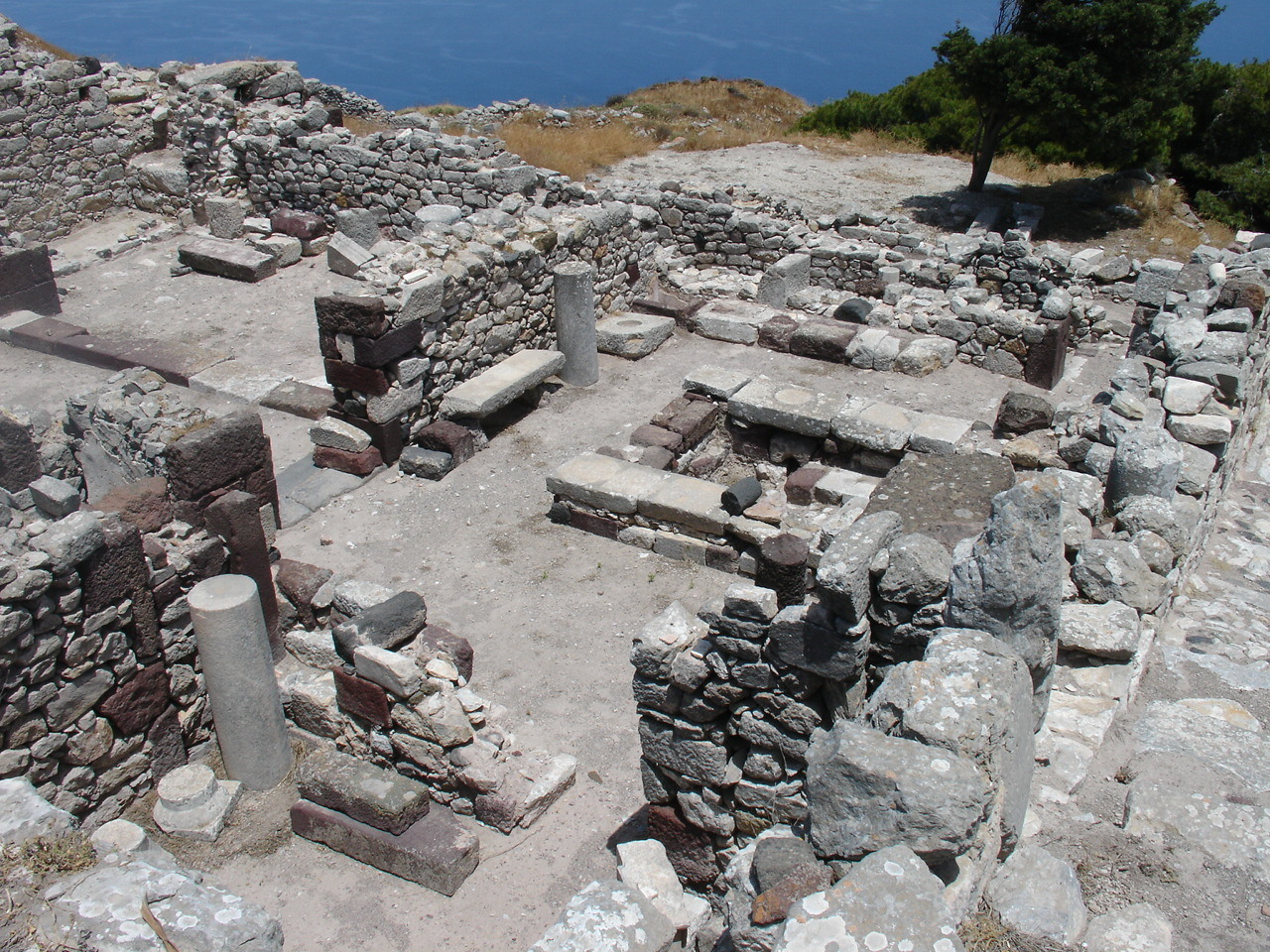
Ruínas da cidade de Tira

A erupção minoica foi considerada um marco, não só para a ilha de Santorini, mas para todo o mundo Egeu, inclusive Creta. Segundo evidências dendrocronológicas, radiocarbônicas e de núcleos de gelo da Groenlândia, a erupção minoica se desenrolou entre 1 627-1 600 a.C. Por outro lado, evidências arqueológicas apontam para um período mais recente, entre 1 530-1 500 a.C. Durante os estudos acerca da erupção constatou-se que esta desenvolveu-se em quatro fases principais que foram precedidas por algumas fases basais que representam atividades vulcânicas precursoras; devido a inexistência de restos humanos em Acrotíri postula-se que esta atividade preliminar precedeu a erupção afugentaram os habitantes da ilha. Estima-se que a erupção minoica tenha provocado, além da destruição e soterramento de Acrotíri, o enfraquecimento da Civilização Minoica de Creta, assim como conturbações no Egito, mudanças climáticas que afetaram regiões longínquas como a China e tsunamis que destruíras diversos assentamentos costeiros em Creta e em outras localidades do mediterrâneo oriental.
Após a erupção constatou-se achados arqueológicos limitados que apontam para uma lenta recuperação, que durou séculos, da vegetação e do solo locais a ponto de permitir a reocupação da ilha pelos humanos. Fragmentos isolados do período Heládico Recente IIIB da Civilização Micênica, em torno de 1 200 a.C., foram encontrados perto da praia de Monolithos. Heródoto refere-se a uma colônia fenícia, mas não pode, então, ser demonstrada. Segundo Heródoto e Pausânias após o século IX a.C. os dóricos, liderados pelo herói tebano Teras estabeleceram-se na ilha e formaram a antiga cidade de Tiira. A ilha que, segundo Heródoto, era chamada Caliste em homenagem ao herói fenício Cadmo, recebeu o nome de Tera em homenagem a Teras.

## Cidade

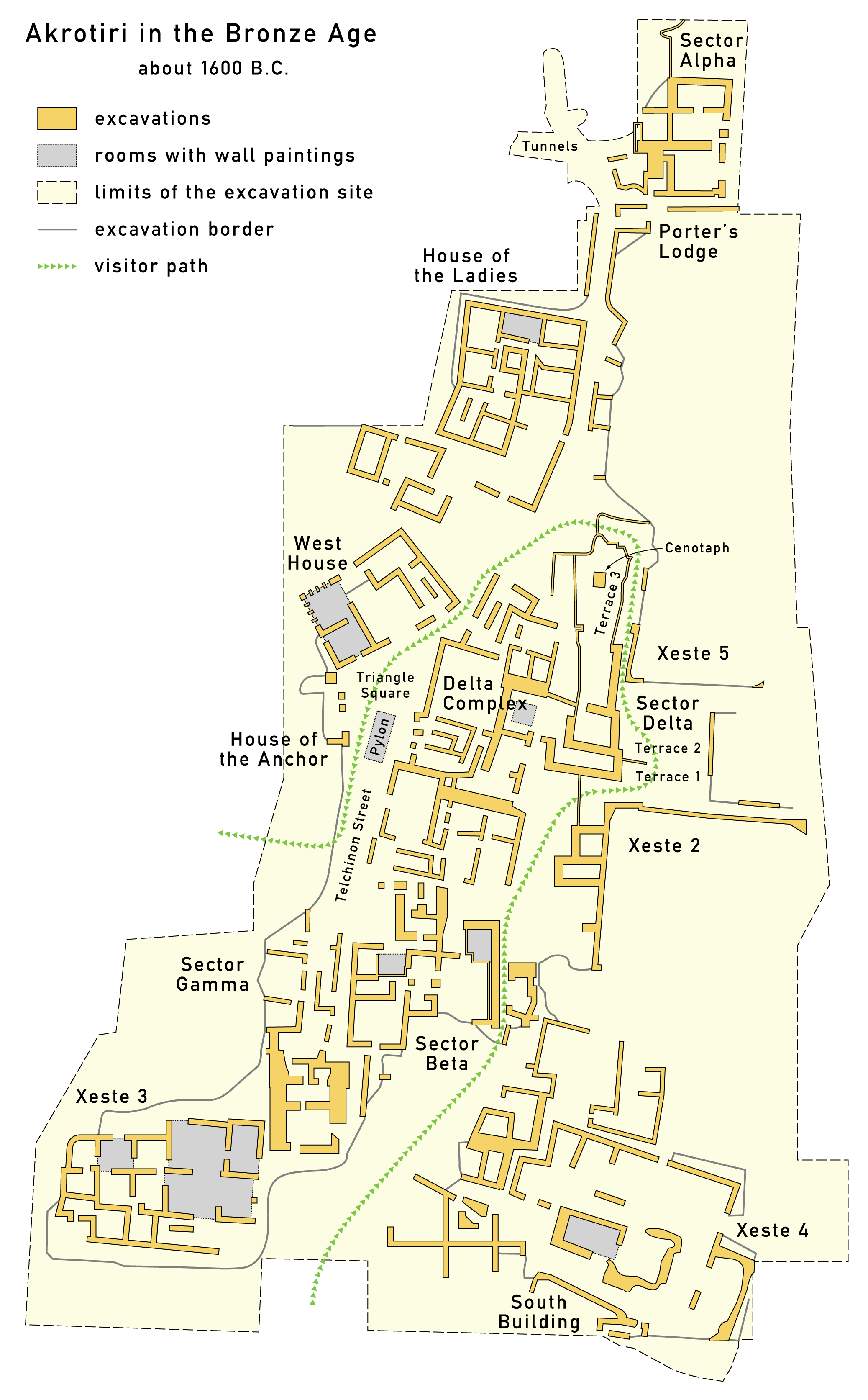
Plano de Acrotíri

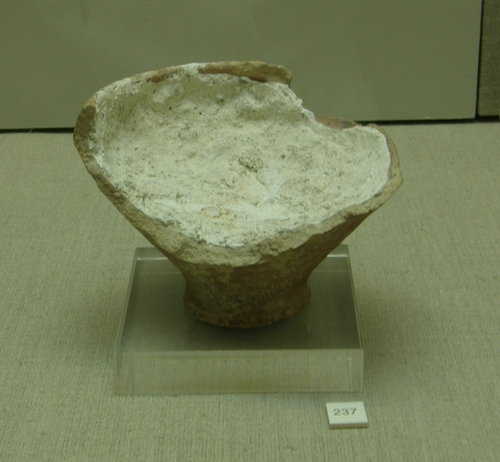
Cerâmica contendo gesso

A cidade de Acrotíri, com cerca de 20 hectares, é uma das mais importantes do Egeu, além de ser um vislumbre da opulência arquitetônica dos minoicos. Os edifícios, retangulares e agrupados em unidades retangulares delimitadas por ruas estreitas, foram construídos exclusivamente com silhares (os mais luxuosos) ou com tijolos de argila com palha; eram rebocados com argila, colorida ou não, e cal. O piso térreo era geralmente de terra com pavimentação de lajes brutas de ardósia. Este comunicava-se com os andares superiores por escadas de madeira ou pedra; molduras de madeira eram usadas para reforçar a estrutura. O chão dos andares superiores era de terra com incrustações de pedaços de conchas ou coberto com mosaicos de seixos; o telhado era possivelmente plano e feito de cana com terra e cascalho para isolamento térmico; armazéns, oficinas e moinhos de grãos foram distribuídos no térreo, enquanto os andares superiores serviam como residências; muitos edifícios continham afrescos. As estradas da cidade eram estreitas e pavimentadas com lajes; a drenagem eram feita através de canais embutidos sob a superfície do pavimento; o esgoto levado para os canais por tubos de argila que foram colocados nas paredes das residências. Concluiu-se, devido a estruturação do assentamento, que este era habitado por ricos comerciantes ou chefes locais. Além disso, devido a presença de instalações religiosas (bacias lustrais, etc.), tipos de decoração e achados particulares, especula-se que alguns edifícios atuavam como centros cultuais.
Os afrescos encontrados em Acrotíri são alguns dos mais representativos do mundo egeu e expressam com clareza a cultura egeia da Idade do Bronze. Devido as subsequentes camadas piroclásticas que soterraram Acrotíri, os afrescos da cidade estão, em sua maior, em bom estado de conservação. Estes murais revelam, entre outras coisas, o vestuário, cerimônias sacras, história natural, etc. Figuras masculinas parecem assumir maior importância do que na pintura minoica em geral, embora o papel iconográfico da mulher é predominante. O vestuário das personagens e os cenários naturais representados assemelham-se aos afrescos minoicos de Creta, por outro lado, tanto o penteado (a maioria das personagens é representada com boa parte do crânio pintado de azul, possivelmente representado que está raspada) como a representação de mulheres com grandes brincos é algo peculiarmente diferente da iconografia minoica.
Um terremoto que precedeu a erupção minoica causou enormes avarias aos edifícios locais, alguns deles reduzidos a não mais que escombros. As escavações de Christos Doumas revelaram que, após esta catástrofe natural, um sistemático programa de demolição, nivelamento de escombros e reconstrução de edifícios foi realizado em todo o sítio. Diversas provas comprovam a demolição intencional de muitos edifícios, porém entre todas a mais importante é a presença de "bolas de demolição". O lapso de tempo entre o terremoto e a erupção é, segundo evidências (p. ex. tipos de cerâmica), de vários anos ou até mesmo duas ou três décadas. O processo de reconstrução do assentamento, como indicado por exemplo pela condição parcialmente rebocada e pintada do quarto do segundo andar da chamada "Casa Oeste", estava em andamento quando o assentamento foi soterrado pela erupção minoica. Dois vasos contendo gesso seco e outro, tintura seca, revelam que este quarto estava em processo de decoração quando foi abruptamente abandonado. Embora boa parte da cidade tenha sido demolida e reconstruída, alguns edifícios foram recuperados em algum grau, de modo que o plano da cidade preservado pela erupção seria anterior ao terremoto.

### Xeste 3
Xeste 3, grande edifício localizado ao extremo sudoeste da cidade, é formado por dois andares com quatorze salas cada, algumas das quais conectadas por múltiplas polythyra (sing. polythiron), de modo a formar uma sala única. É adornado por diversos afrescos e em uma de suas salas foi encontrada uma bacia lustral, o que, aliado a ausência de utensílios domésticos, possivelmente aponta-o como um edifício público presumivelmente ligado à rituais de iniciação. As cantarias de sua fachadas são todas revestidas.

#### Térreo

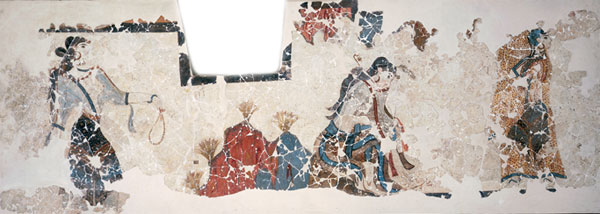
Afresco "Adorantes", Xeste 3 (Sala 3)

A partir da entrada de Xeste 3 é possível acessar um vestíbulo pavimentado, ladeado por bancos de pedra que davam acesso a uma escada para o andar superior. Na parede sul do vestíbulo há uma figura masculina vestindo uma tanga triangular e botas, todas brancas, segurando uma corda com a qual almeja capturar um novilho pelos chifres; na parede que divide o vestíbulo da Sala 4 está uma figura masculina com uma tanga em forma de sino com franjas e botas correndo e pulando sobre o dorso de uma cabra, da qual ele agarra pelos chifres amarelos. Na Sala 2 há uma pintura com duas palmeiras com densos ramos azuis simetricamente dispostos nas extremidades da composição, além de um leão atacando um bode ou um pequeno antílope; entre os ramos há uma libélula e à esquerda há um suposto pato azul voando. Sobre os linteis das polythyra desta sala havia frisos com espirais.

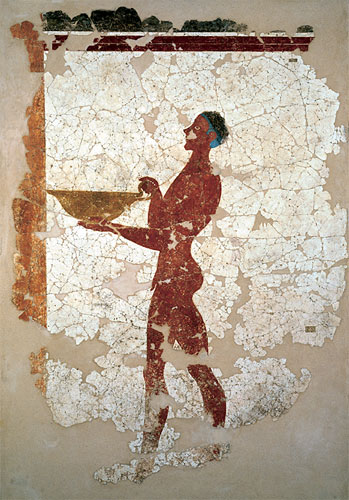
Parte do afresco "Garotos pelados", Xeste 3 (Sala 3)

A Sala 4 localiza-se ao norte do vestíbulo está, no térreo, conectada com as salas 2, 3 e 7 através de múltiplos polythyra; no térreo não possui afrescos decorativos. A Sala 3, devido a polythyra internos, é divida em duas áreas menores, uma ao norte (3a) e outra a oeste (3b). Uma bacia lustral com cinco degraus é projetada em 3a. Até cerca de 70 cm das paredes da bacia há revestimento com lajes de andesito fixados entre pilares de madeira. Acima da bacia lustral, na parede leste, há uma representação de uma estrutura arquitetônica, um santuário ou altar, com um par de chifres de consagração dos quais gotejam o que parece ser sangue que presumivelmente alude a um sacrifício realizado; espirais adornam a armação da porta, enquanto lírios vermelhos estão presente em sua superfície principal; uma oliveira localiza-se ao lado da estrutura e seus ramos recobrem um dos chifres. Também acima da bacia, na parede norte, são retratadas três mulheres em outro afresco nomeado como "Adorantes". As vestes ricas, penteados elaborados e joias ornamentadas com metais preciosos e pedras raras revelam diversas características da sociedade de Tera, além de dar a cena um caráter festivo. A primeira personagem avança em direção ao altar segurando na mão esquerda um colar de pérolas de cristal de rocha; traja um espartilho de mangas diáfanos com bordado de estames de açafrão e seu seio está à mostra. A segunda personagem está sentada sobre em um pequeno monte e ligeiramente curvada; traja um espartilho bordado com pastilhas pontilhadas, além de possuir alguns adornos e um ramo de murta sobre a cabeça; tem uma expressão de sofrimento, com os lábios semiabertos e uma das mãos sustentando o rosto, devido a uma lesão no dedão do pé. A terceira personagem traja um espartilho de mangas e uma saia, além de um véu diáfano pontilhado; com exceção de duas tranças atrás da cabeça e uma na testa, é representada com a cabeça inteiramente azul o que sugere que está raspada; sua pose sugere que está dançando.
A parte ocidental da Sala 3 é dividida em três corredores dos quais o do sul conectava esta sala com a escadaria da Sala 8, enquanto os demais davam acesso a área 3b onde, na parede norte, havia uma grande janela. Quatro figuras masculinas são retratadas nestes corredores em algum tipo de ritual, presumivelmente um rito de iniciação. Três deles - dois no corredor do meio e um no norte - são jovens nus com a cabeça raspada que estão rumando em direção ao quarto personagem, um homem maduro que traja uma tanga branca e está sentando na extremidade sul da parede oeste; este sustenta um grande vaso de bronze fechado com ambas as mãos. O jovem do corredor norte carrega uma tigela com ambas as mãos; a figura principal do corredor do meio leva um pedaço de pano colorido listrado e vira a cabeça para trás enquanto o outro jovem que o acompanha carrega uma pequena taça.
A grande escadaria que leva ao primeiro andar foi completamente adornada com pinturas murais que retratavam uma paisagem montanhosa colorica com miniaturas de árvores e flores; não há figuras humanas o que simbolicamente pode representar que tal caminho não é acessível a maioria das pessoas.

#### Primeiro e segundo andares

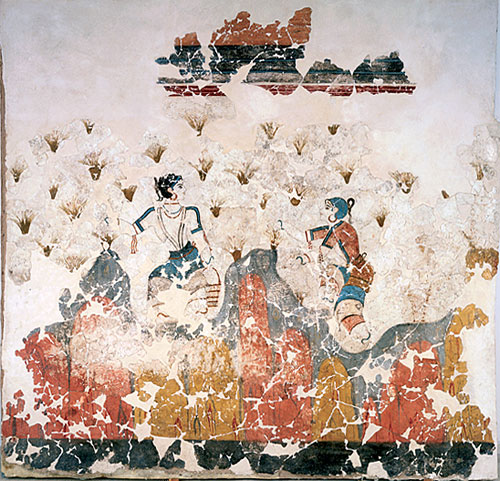
Afresco "Coletores de Açafrão", Xeste 3 (Sala 3)

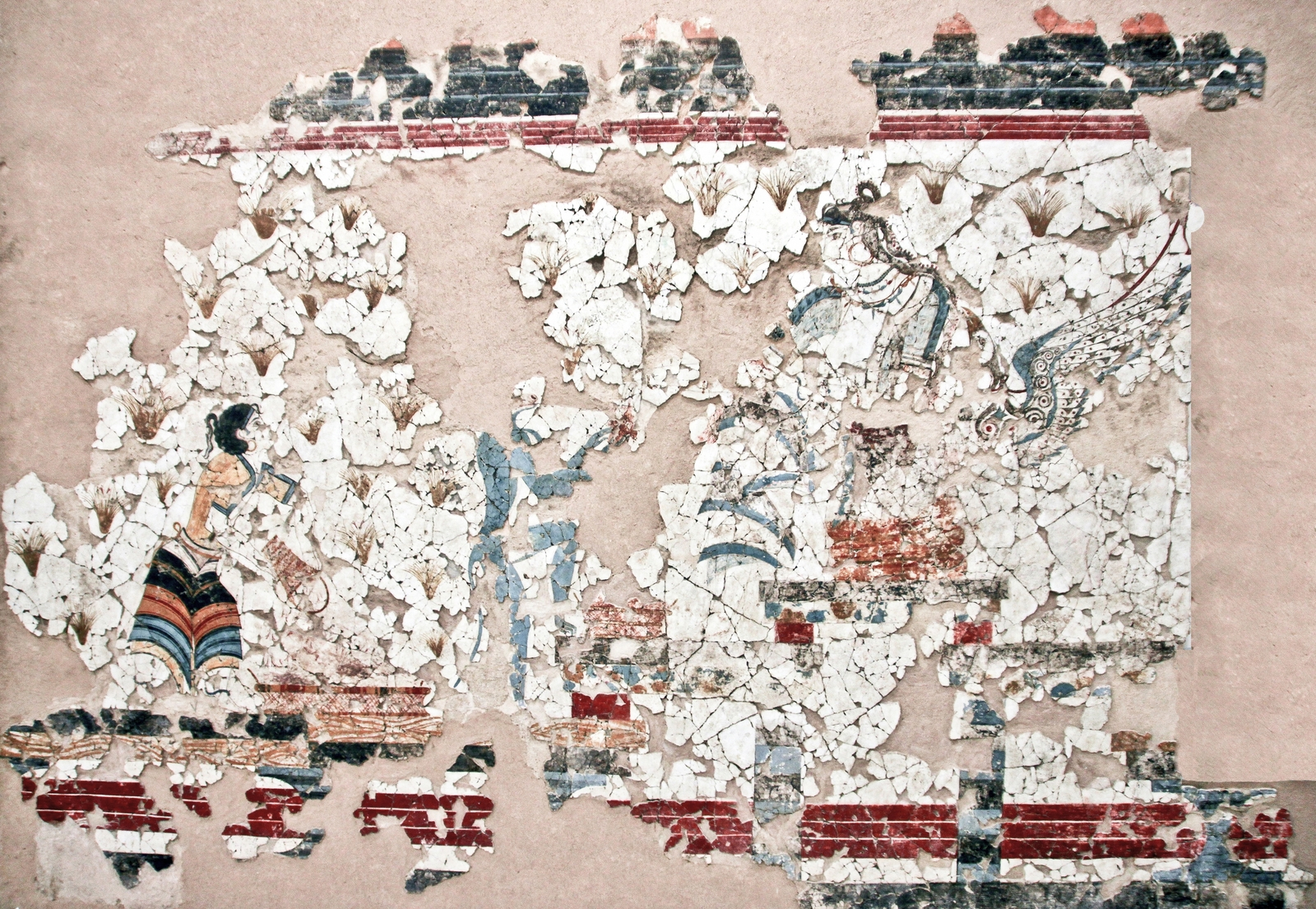
Afresco "Mestra dos animais", Xeste 3 (Sala 3)

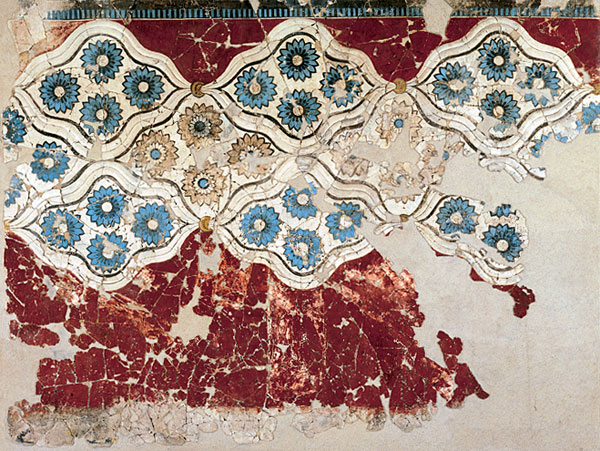
Trecho do afresco das rosetas, Xeste 3 (Sala 9)

Na Sala 2 a presença dos polythyra delimita uma diminuta porção das paredes para os afrescos. Nesta sala há representações de andorinhas alimentando seus filhotes no ninho com libélulas vermelhas, além de macacos azuis realizando atividades humanas: um macaco está a tocar um instrumento de corda, possivelmente uma harpa, enquanto outros dois estão brandindo espadas em algum tipo de gesto ritual; um quarto macaco está sentado aplaudindo. Tais temas com macacos realizando tarefas humanas são tipicamente orientais, o que salienta a relação de Tera com as civilizações do Mediterrâneo Oriental.
A Sala 3, assim como no térreo, também é dividida por polythyra em 3a e 3b. Na parede leste da área 3a uma paisagem montanhosa é representada onde duas personagens femininas estão colhendo açafrão e, por esta razão, tal afresco recebeu a denominação de "Coletores de açafrão". A primeira personagem possui cabelo curto e crespo, com exceção de duas tranças longos e um pequeno topete; a segunda tem a cabeça quase que inteiramente raspada, com exceção de uma trança e um pequeno topete; ambas trajam vestuário rico, assim como abundância em adornos. Na parede norte da área 3a há outro afresco que foi nomeado como "Mestra dos animais". No centro da cena há uma figura feminina, reconhecida como Potnia, sentada sobre uma estrutura com degraus; tem o corpo ataviado com vários adereços preciosos, dos quais os mais impressionantes são os colares de seu pescoço: no primeiro as contas tomam a forma de patos, enquanto no segundo, de libélulas. Paralelo aos cachos de seu cabelo, há uma fita de serpentinite com uma linha de pontos que, possivelmente, seja uma representação de uma víbora. À esquerda do afresco há um macaco azul que está subindo a estrutura para entregar um buquê de açafrões a personagem central que se estende para recebê-lo; atrás do macaco está outra figura feminina (seu cabelo é curto e crespo, com exceção de uma trança na parte de trás da cabeça e um pequeno topete) que está ligeiramente curvada esvaziando sua cesta sobre outra cesta grande no chão. À direita do afresco há um grifo com asas azuis que também está subindo na estrutura, embora esteja aparentemente amarrado com uma corda em outra estrutura; atrás do grifo (dividida do restante do afresco por uma janela) está outra figura feminina que carrega uma cesta no ombro esquerdo, estabilizando-o segurando a corda amarrada em suas alças com a mão direita.
Na parede oeste da área 3b há um afresco com a representação de um pântano onde estão presentes juncos amarelo e cinza, libélulas vermelhas e cinco patos que voam da esquerda para a direita, além de outros dois que preparam-se para o voo. Uma mulher, possivelmente sentada, é retratada com um manto amarelo-avermelhado e um cinto decorado com pedras do mar e peixes voadores; uma rosa silvestre e um ramo de oliveira aparentemente ornamentam sua rede para cabelo. Esta sustenta um vaso globular de pedra além de um possível ritão de prata. O corredor que leva a escadaria secundário de Xeste 3 é decorado com dois pares de afrescos retratando mulheres em procissão. As figuras da parede norte utilizam redes ornamentais no cabelo e seus corpetes são bordados com lírios e açafrões; pesadas cornijas monocromáticas estão penduradas em seus ombros. A mulher da esquerda carrega buquês de rosas silvestres, enquanto a outra leva consigo uma cesta. No segundo par de mulheres, localizado na parede sul do corredor, a mulher da direita é pintada sobre um fundo vermelho e carrega consigo um grande buquê de lírios brancos. Seu corpete é feito de malha vermelha com bordados de miniaturas de andorinhas; a saia é do tipo minoica, com padrões quadrados bicromados. A segunda figura traja vestes com elaborados motivos púrpura e uma saia decorada com padrões de pedras coloridas e brilhantes e andorinhas voando em pares.
Na Sala 9 duas paredes possuem afrescos com vimeiros floridos brotando; frisos com espirais adornam a parede norte acima de uma janela. Na Sala 10 há a representação, muito danificada, de uma figura feminina trajando um corpete de manga, além de haver alguns fragmentos dispersos nas salas 11, 12 e 13 que representam animais imaginários com penas coloridas, mamíferos, aves e temas abstratos. Embora o segundo andar não tenha sido preservado a escadaria que dava acesso a este andar apresenta diversos afrescos. Neste andar, a Sala 9 possuía, ao menos, duas paredes decoradas com aglomerados de rosetas amarelas e azuis prostradas no interior de losangos contra um fundo vermelho; duas composições contendo espirais duplos azul claro e vermelho também são visíveis.

### Xeste 4

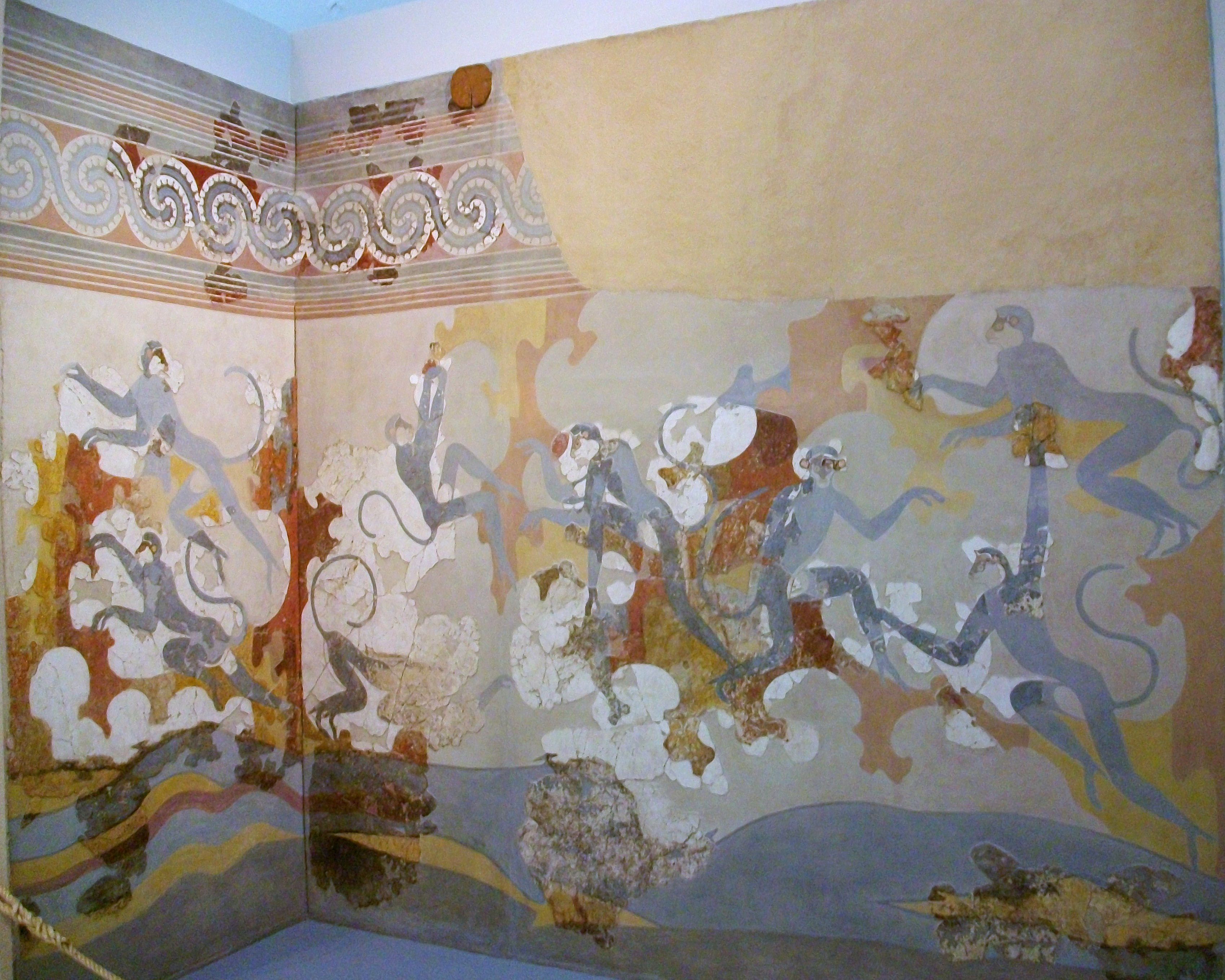
Afresco dos "Macacos azuis"

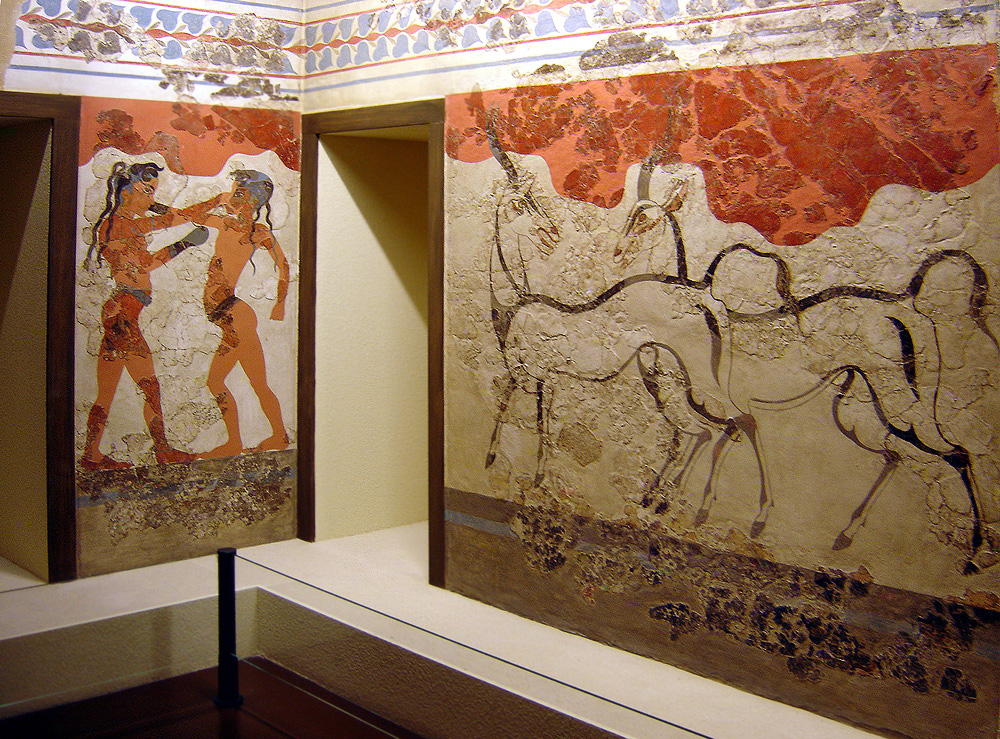
Afrescos "Pugilistas" e "Antílopes", Edifício Beta (Sala Beta 1)

Xeste 4 é um edifício de três andares de grandes dimensões, com as paredes revestidas com cantarias de tufo e uma decoração mural rica que certamente caracteriza-o como um edifício público. As paredes de uma escada interna do edifício foram adornadas com representações de figuras masculinas em meio a uma procissão, todavia, tais afrescos estão muito fragmentados o que impede conclusões precisas.

### Edifício Beta
O Edifício Beta, uma edificação de dimensões razoáveis, a julgar pelos vasos encontrados em seu interior é presumivelmente um edifício privado. Sua entrada possivelmente localizava-se na face sul ou leste. As salas Beta 1 e Beta 2 do primeiro andar comunicavam-se com o térreo através de uma escada secundária interna; devido o acentuado grau de destruição representado no edifício não é possível determinas, atualmente, como as demais salas do edifício se comunicavam. Afrescos murais foram identificados nas salas Beta 1 e Beta 6. Da sala Beta 6, além do piso do andar superior, apenas as paredes norte e leste foram preservadas. Na zona inferior das paredes há amplas faixas onduladas que constituem a base do afresco enquanto a zona superior é adornada por faixas horizontais coloridas que enquadram espirais formadas por sucessivos elementos em forma de S. Na zona intermediária das paredes há o afresco conhecido como "Macacos Azuis": diversos macacos azuis são retratados em meio a um habitat natural montanhoso. Além deste afresco foram identificados fragmentos de representações de bovinos que presumivelmente não condizem com o afresco dos macacos azuis.
A sala Beta 1 foi dividida desigualmente por uma parede de tijolos: uma grande parte ao leste (B1a) onde estão os afrescos e uma menos a oeste (B1b); há uma porta no extremo sul da sala, além de uma grande janela na parede norte, duas portas e um armário no lado sul da sala. Em B1a a zona inferior das paredes é composta por faixas horizontais largas enquanto na zona superior há um friso com motivos de hedera (são vermelhas com azul e suas folhas tem forma de coração) acima das portas e janelas; o friso é enquadrado por duas linhas finas, uma azul e outra vermelha. Na parede sul há o afrescos dos "Pugilistas": a cabeça das figuras masculinas e quase inteiramente raspada, com exceção de duas tranças na parte de trás da cabeça e dois cachos acima da testa. Estavam ataviados com brincos, colares, pulseiras e tornozeleiras, além de uma luva de boxe na mão direita e um cinto ao redor da cintura. Estas figuras masculinas foram pintadas sobre um fundo branco abaixo de uma extensão de vermelho, conhecida como "onda silenciosa", uma vez que seu limite é ondulado. Nas demais paredes da área B1a foram produzidos afrescos que retratavam antílopes. Um par de animais, que cobria a parede oeste, é o que está em melhor estado de conservação; seu correspondente na parede leste, in situ, possuía apenas as hastes dos membros. O terceiro par, na parede norte, foi elaborado com cada animal em um lado da janela desta parede, sendo que apenas um deste está em condição razoavelmente boa.

### Complexo Delta

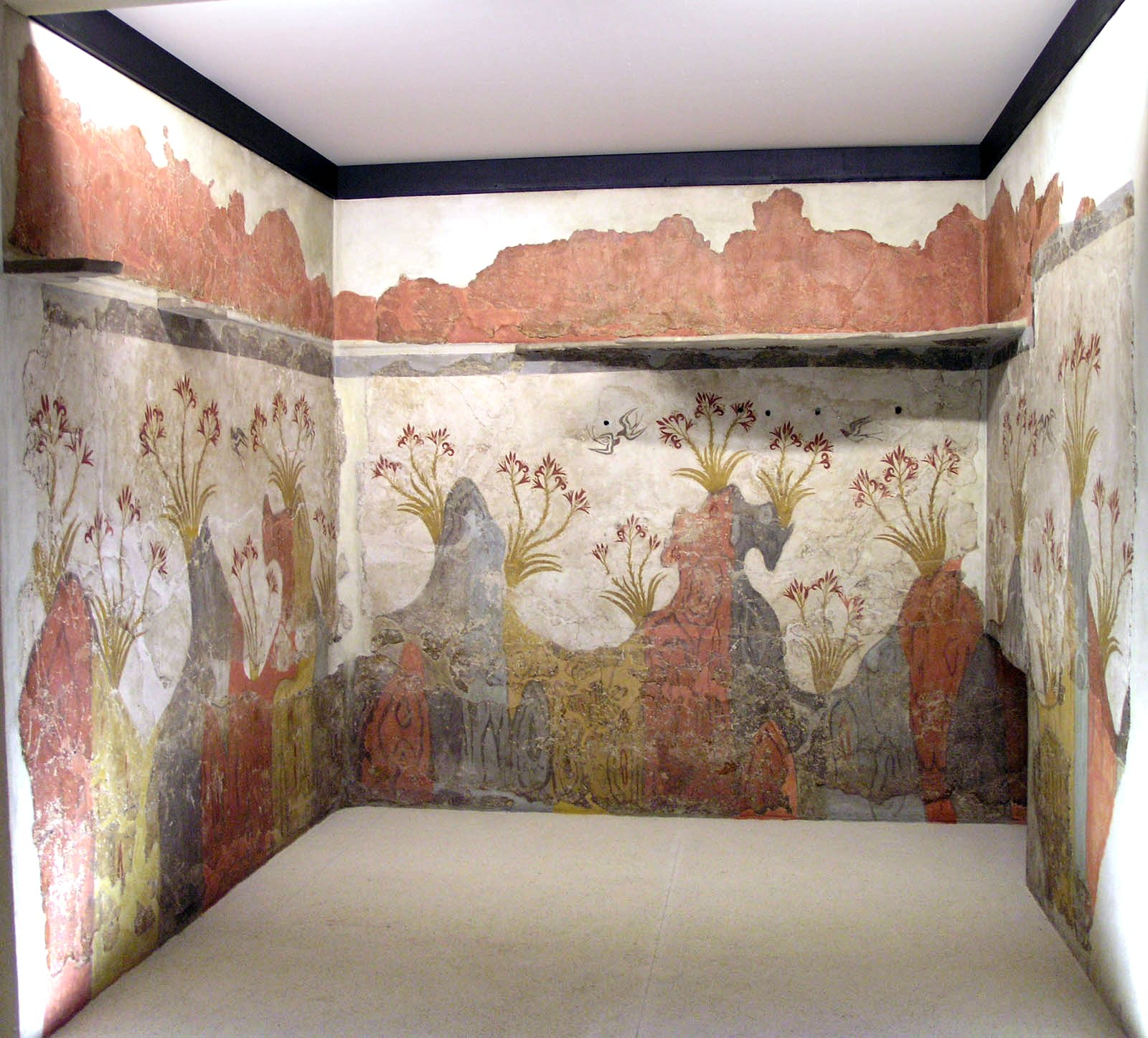
"Afresco primavera", complexo Delta (Delta 2)

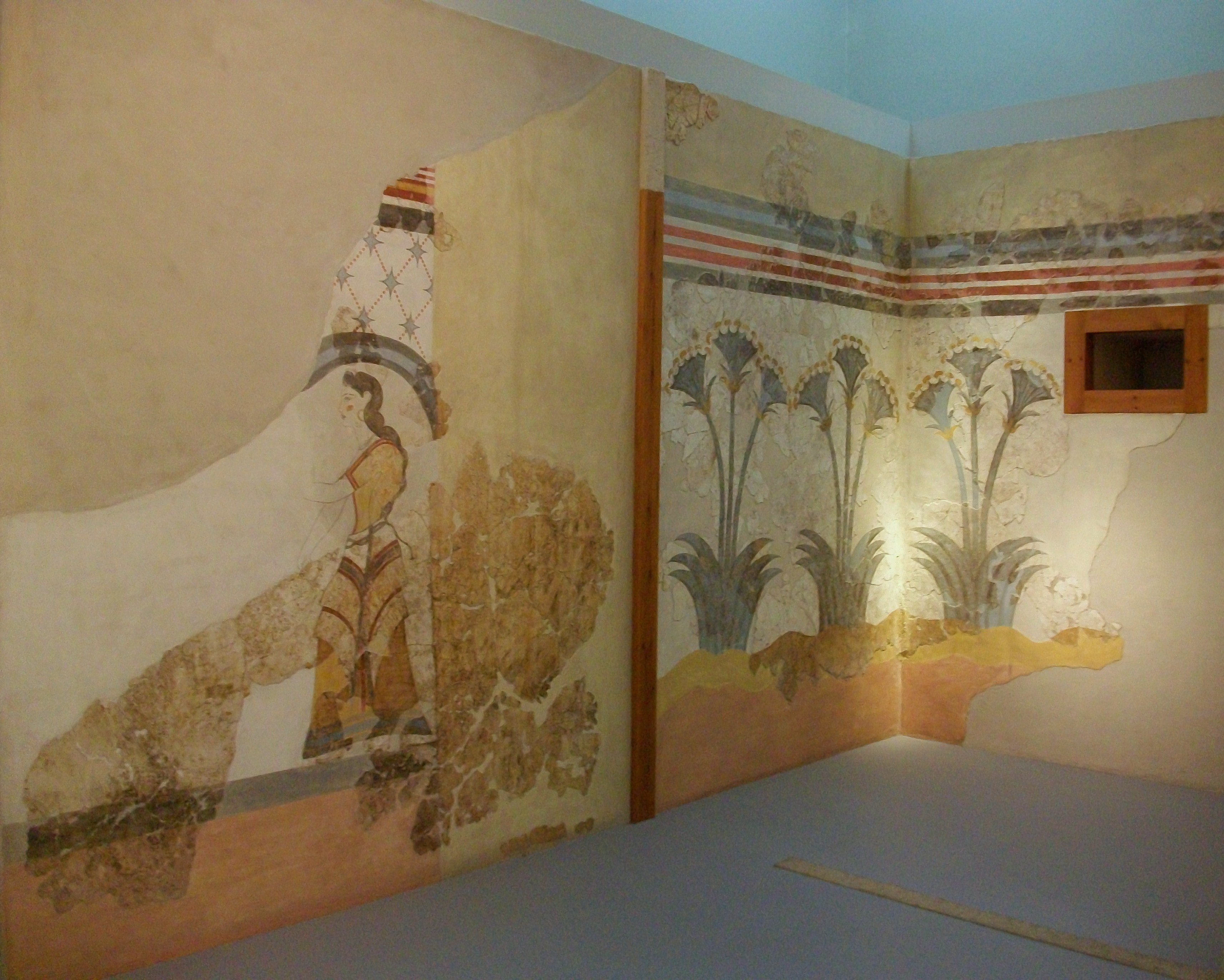
Afresco dos lírios do mar e figura feminina, Casa das Senhoras (Sala 1)

O Complexo Delta possui quatro entradas que correspondem aos quatro pontos cardeais e indicam que o edifício é composto por quatro unidades independentes mas contíguas. Das quatorze salas do complexo apenas Delta 2 e Delta 17 possuem afrescos. Uma série de vasos domésticos, ferramentas de bronze e recipientes foram encontrados em Delta 2. Em Delta 17 dois ritões com forma de cabeça de javali além de ferramentas cotidianas e recipientes foram encontrados. Na fachada do Complexo Delta foi encontrado um par de chifres de consagração, certamente um elemento arquitetônico do edifício. Além disso também foram encontradas algumas tabuletas de argila contendo inscrições em linear A.
A sala Delta 2 era acessada por uma grande câmara ou pátio em seu lado leste (nesta parede estão localizados uma parede, uma janela e um armário), enquanto seus demais lados eram cercados por paredes duplas, que até o momento são motivo de discussão. A pintura mural da sala Delta 2, que compreende as paredes oeste, norte e sul da sala, possui certas peculiaridades em relação a tradição dos afrescos de Acrotíri. Primeiramente não há limite inferior, ou seja, a composição central inicia-se no nível do solo, além disso, na zona superior foi incorporada à representação uma prateleira que se estendia ao longo de todo o comprimento da parede oeste. Toda a superfície acima desta plataforma foi enquadrada por uma ampla faixa preta, enquanto o espaço intermediário entre o restante da parede e o teto foi pintado de vermelho. Este afresco, conhecido como "Afresco primavera", é composto por uma representação da paisagem montanhosa e rochosa de Santorini, com abundância em lírios (as folhas são amarelas, enquanto os caules e flores são vermelhos) entre os quais ruflam andorinhas; as plantas estão representadas em grupos de três. Na sala Delta 17 há um pequeno fragmento com a representação de um ramo de vime.

### Casa das senhoras
A Casa das Senhoras, um edifício de três andares, recebeu este nome devido aos afrescos encontrados em seu interior. A comunicação entre os pisos foi através de duas escadas, uma principal em frente a entrada, no canto sudoeste do edifício, e outra quase no centro. Devido suas grandes dimensões, dez salas por andar, o edifício foi equipado com um poço de luz. A julgar pelo seu tamanho e a presença do poço de luz, a Casa das Senhoras foi certamente uma residência privada. A ala norte do edifício é formado por um conjunto de três salas (1, 2, 6) que, ao menos nos andares superiores, foram acessados através de um corredor que circunda o poço de luz.

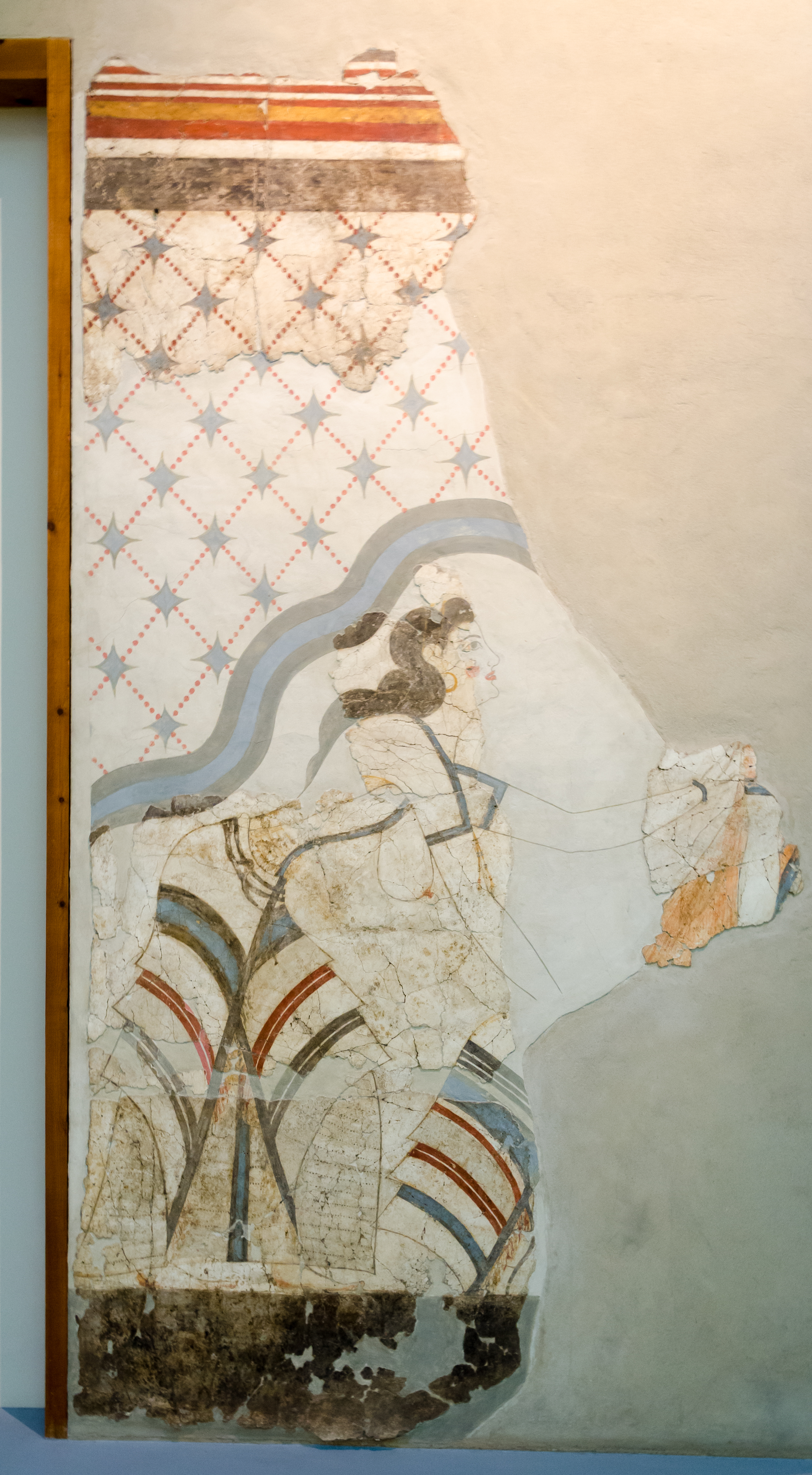
Figura feminina de Acrotíri, Casa das Senhoras (Sala 1)

A Sala 1 parece ter sido dividida em suas parte, oriental e ocidental, por uma pequena parede perpendicular ao lado norte. Embora não seja possível identificar onde se localizava a entrada desta sala, postula-se que se encontra na parte leste. Na parte ocidental um pequeno nicho na parede oeste e uma pequena janela ou nicho na parede norte não parecem ter afetado os afrescos produzidos aqui. A zona inferior da pintura mural, que estendeu-se ao longo de três paredes (sul, oeste, norte), é composta por uma superfície amarelo-avermelhada ampla com um limite superior ondulado, presumivelmente empregado para projetar irregularidade no terreno do afresco. A zona superior é formada por estreitas faixas pretas, vermelhas e azuis alternadas com branco. Na zona intermediário está a representação de plantas azuis com folhas curvas lanceoloadas com uma flor com um cálice de sépalas lanceoladas na base de uma única pétala em forma de sino. Tais plantas agrupam-se em grupos de três hastes flanqueadas por duas tríades de folhas e um número fixo de sete estames. Especula-se que estas plantas representadas sejam lírios do mar ou papiros.
Na parte oriental da Sala 1 foram desenvolvidos dois afrescos, um na parede norte e outra na sul, todavia, as evidências levam a suposição de um tema unitário. A zona inferior dos afrescos consiste de uma faixa preta larga, enquanto a zona superior compreende uma alternância de faixas pretas e vermelhas mais finas. A zona intermediária foi dividida em duas superfícies por uma faixa tripla (preta, azul, preta) ondulada em um arranjo absidal. A superfície superior é coberta por um sistema de pequenos losangos azuis com lados côncavos. Estes estão localizados nas intersecções de linhas vermelhas diagonais e pontilhadas que se cruzam formando uma reticulação de diamantes. Abaixo deste sistema de losangos há representações de personagens femininas em meio a diversas atividades. Na parede sul uma figura feminina com o cabelo preto e um traço de vermelho claro na bochecha se move para a esquerda. Ela utiliza um brinco, presumivelmente de ouro, um colar curto, um corpete de mangas e uma saia longa do tipo minoico. Na parede norte, outra figura feminina com cabelo preto e um traço vermelho no rosto se move para a direita. Ela usa um brinco de ouro e uma pulseira no braço esquerda. Assim como a figura da parede sul, traja um corpete com mangas e uma saia longa; por estar inclinada seu seio encontra-se pendido. Abaixo desta figura está um trecho preservado de outra saia minoica.

### Casa Oeste

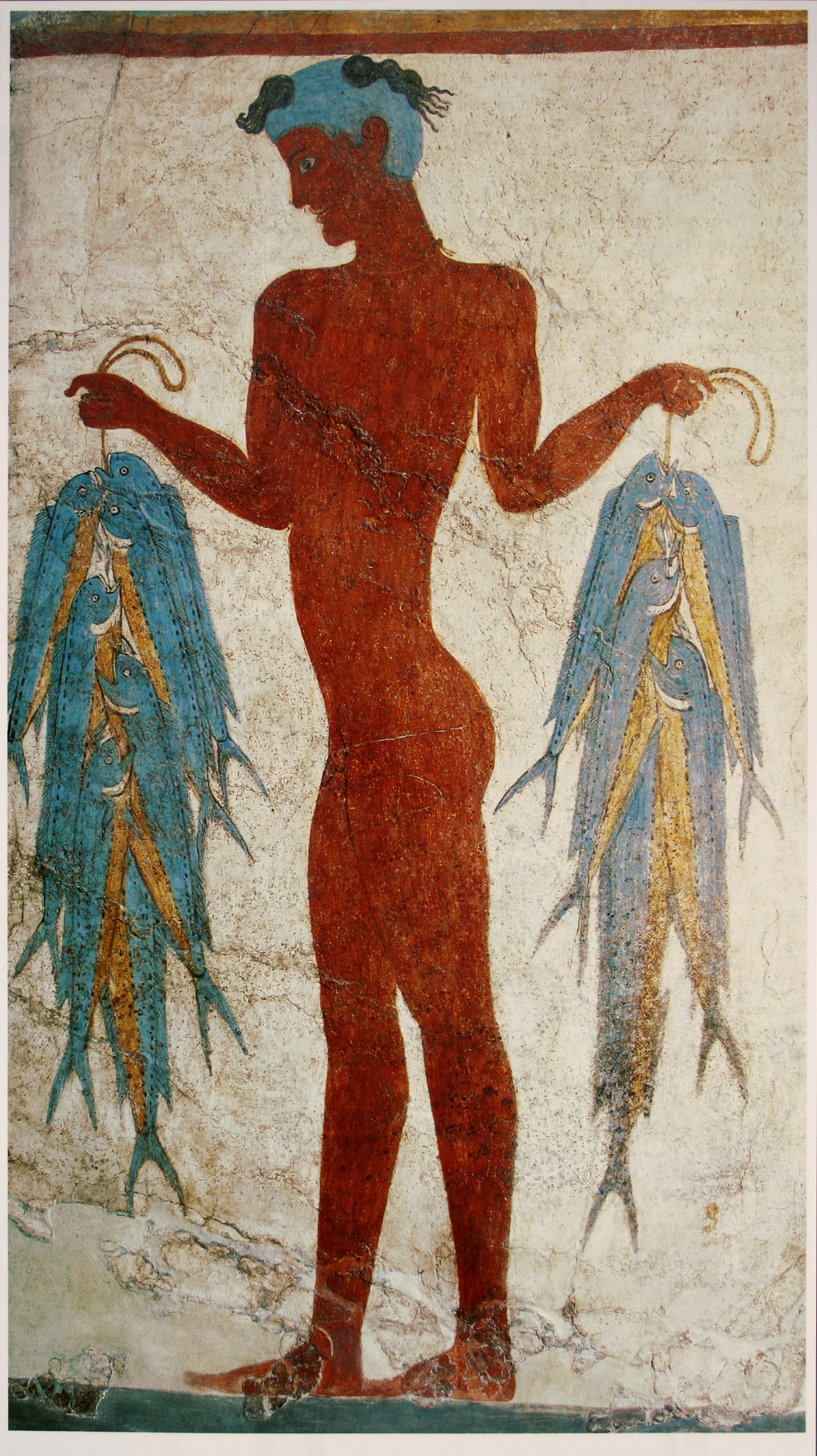
Afresco "Pescador", Casa Oeste (Sala 5)

A Casa Oeste é um edifício longo e estreito de tamanho médio com um piso térreo, primeiro andar e, ao menos, um segundo andar na ala leste. Sua entrada localiza-se no extremo leste da fachada sul que marca o limite norte da Praça Triangular. Na entrada situa-se a escadaria principal que liga todos os andares, enquanto outra situada no lado norte serviu para acessar apenas o primeiro andar. No térreo há armazéns, oficinas, uma cozinha e uma sala para processamento de alimentos. A seção central do primeiro andar é ocupado pela Sala 3, uma câmara espaçosa onde, in situ, foram encontrados numerosos pesos de tear o que sugere que esta sala foi utilizada para atividades de tecelagem. Uma porta no canto noroeste da Sala 3, no primeiro andar, levou para a ala oeste do edifício que foi dividida em salas 4, 4a, 4b e 5 por divisórias de tijolo; com exceção da Sala 4a onde há uma privada, a ala oeste inteira estava decorada com afrescos. A ala norte foi ocupada pelo Corredor 7, um armário e pela Sala 6, os quais se encontravam abarrotados com vasos de cerâmica.
A Sala 5 é considerada incomum devido a presença de aberturas em todas as suas quatro paredes, ou seja, janelas (norte e oeste), armários (leste e sul) e portas. A zona inferior, situada abaixo das janelas nas paredes norte e oeste, é composta por tiras verticais de ocre amarelo que dividiam este registro em painéis retangulares, cada qual com largura equivalente a sua janela correspondente, que foram decorados com um sistema disperso de faixas coloridas onduladas. A zona intermediária, não muito bem definida devido a abundância de aberturas em todas as paredes, é composta principalmente pela representações de dois pescadores e por outra de uma figura feminina que foi genericamente conhecida como "Sacerdotisa". O pescador da parede norte é retratado nu com a cabeça quase inteiramente raspada, com exceção de duas tranças, uma na frente e outra atrás. Carrega consigo vários peixes, sete na mão direita e cinco na esquerda. O pescador da parede oeste é retratado nos mesmos moldes do que o outro; carrega consigo apenas três peixes. O afresco da sacerdotisa localiza-se no batente leste que leva à Sala 5. A figura feminina retratada traja um manto de mangas compridas e está ataviada com brincos, pulseiras e colares, além de ter os lábior e orelhas pintados de vermelho; sua cabeça é raspada e há cobras nela. Carrega consigo uma fornalha contendo carvão incandescente que está usando para aquecer alguma substância, possivelmente incenso.

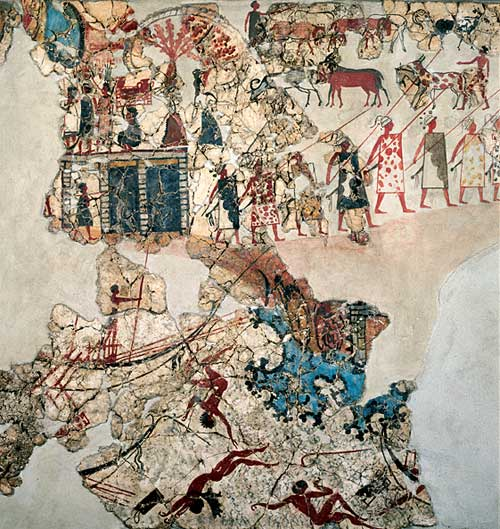
Fragmentos da seção norte do "Friso miniatura", Casa Oeste (Sala 5)

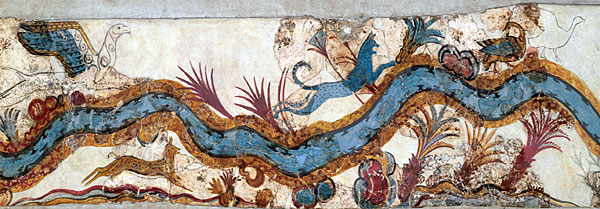
Trecho da seção leste do "Friso miniatura", Casa Oeste (Sala 5)

A zona superior das paredes da Sala 5, devido ao grande número de aberturas na sala, foi aonde o artista que produziu os afrescos se concentrou para criar o tema principal. Todas as quatro paredes continham os frisos em miniatura que, evidentemente, narram um único fato, uma viagem marítima realizada possivelmente por navegadores de Tera. O início da narrativa presumivelmente se desenrolou no extremo sul da parede oeste onde os fragmentos apontam para uma cidade (Cidade I), possivelmente Acrotíri. A porção norte do friso, muito melhor preservada, inicia a narrativa em uma cidade costeira ('Cidade II) onde, nas águas próximas, destroços de navios e corpos nus afogados que tentaram marchar ao longo da costa rochosa são visíveis. A costa, fortificada por uma ameia triangular, está sendo sitiada por um grupo de guerreiros armados com panóplia: capacete de presa de javali, escudo retangular grande, lança longa e espada. Mais ao norte deste trecho é visível a presença de rebanhos de bovinos, ovinos e caprinos que são ordenhados por pastores que os conduzem para um aprisco circular cuja entrada é ladeada por duas arvores altas. Afrente do aprisco está um poço onde está um pequeno grupo de figuras masculinas que observam figuras femininas que vêm encher seus cântaros.
Fragmentos mostrando um navio e parte de uma cidade (Cidade III) no início da seção leste permite a associação do estuário do extremo leste da seção norte com o rio sobre a seção leste. A paisagem ribeirinha é retratada contendo além de elementos faunísticos (chacal, gato selvagem, patos) e vegetais (palmeiras, arbustos, árvores), a presença de um grifo; a presença de palmeiras podadas é uma possível referência ao cultivo deste grupo vegetal. O extremo sul da seção leste do friso não pode ser tematicamente conectado com a porção da seção sul, embora seu estado de preservação seja promissor. A Cidade IV da seção sul, devido a suas semelhanças com a Cidade III da seção leste, é possivelmente uma representação do mesmo lugar; tal teoria é reforçada pela presença de cervos sendo perseguido por um leão o que evidentemente parece vincular tematicamente a parede sul com a leste.
A seção sul narra o trecho final da viagem onde, uma frota contendo sete navios retratados em duas filas, três acima e quatro abaixo, retorna para casa (Cidade V) partindo do porto da Cidade IV. Um pequeno barco a remo, com cinco remadores e um timoneiro, localizado na frente da Cidade IV parece transportar alguma pessoa importante, cuja cabeça é projetada acima da popa. Nos demais navios o mastro e o cordame são horizontalmente apoiados em postes bifurcados; linhas vermelhas finas acima das cabeças dos passageiros representam lanças longas que estão apoiadas em postes. Além dos passageiros representados trajando túnicas brancas, entre 18 e 20 remadores são representados em cada navio, além de um timoneiro. Na popa dos navios, atrás dos timoneiros, há uma pequena estrutura coberta com couro de boi onde estão situados guerreiros com uma lança longa e um capacete de dentes de javali. Na Cidade V (possivelmente Acrotíri devido a suas características semelhantes) a população da cidade de seus arredores caminha para o porto para acompanhar o regresso da frota.
Na Sala 4 há uma imitação de dado em mármore na zona inferior e uma alternância de faixas coloridas na zona superior. Na zona intermediária o assunto principal consiste de uma série de variações do mesmo tema, as estrutura contidas na popa dos navios da Sala 5, todavia, em tamanho ampliado. Estas estruturas tinham uma moldura de madeira e, na sua metade inferior, eram cobertas com couro de boi, tendo presumivelmente sido portáteis. Estes, sujeitos a várias interpretações, talvez agissem como um escudo para proteger o timoneiro dos navios e os vários exemplos produzidos na Casa Oeste podem simbolizar o número de timoneiros que participaram da expedição do friso miniatura. Na janela da Sala 4 , no peitoril de estuque há uma pintura que tentou imitar mármore, enquanto em cada batente da mesma há faixas verticais vermelhas sobre uma base que imita mármore. Dentro deste quadro um grande vaso de mármore policromado com duas alças é representado com cinco lírios com as flores vermelhas e os estames azuis.

## Economia

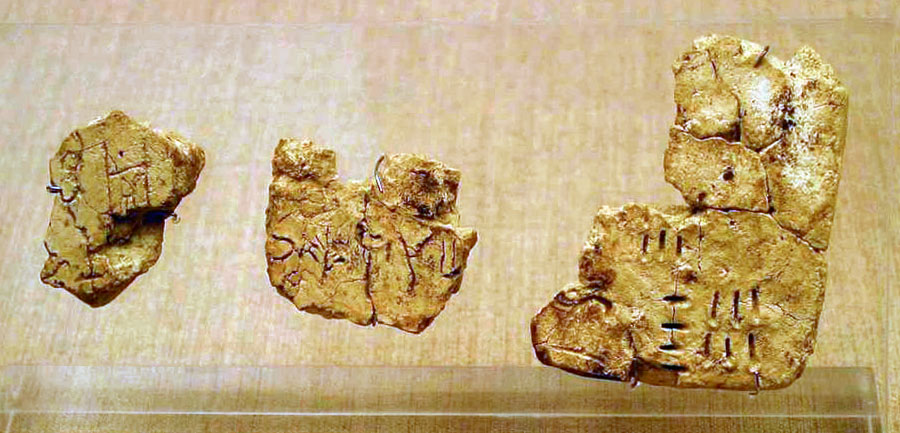
Escritos em linear A encontrados em Acrotíri

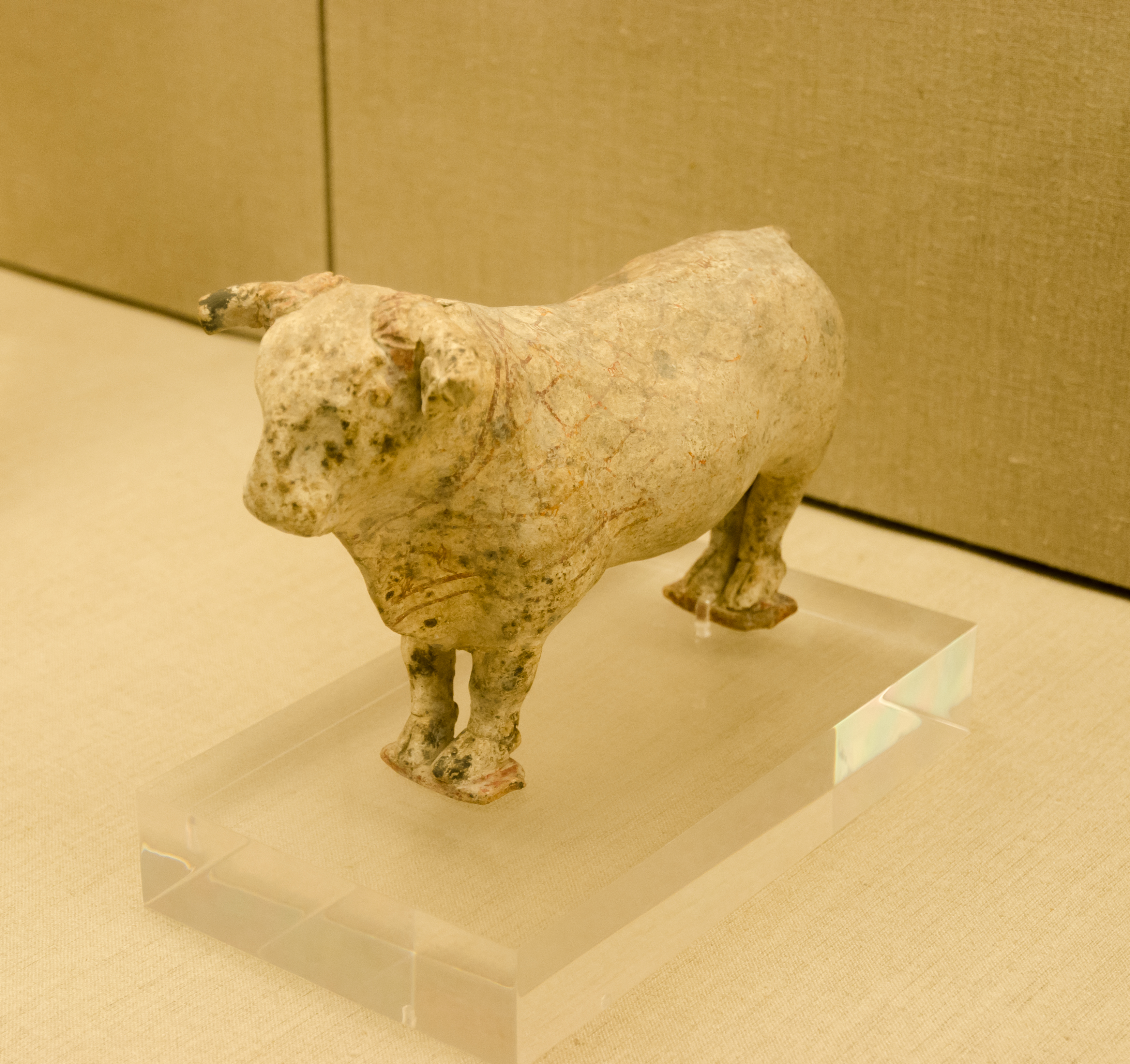
Ritão em forma de touro

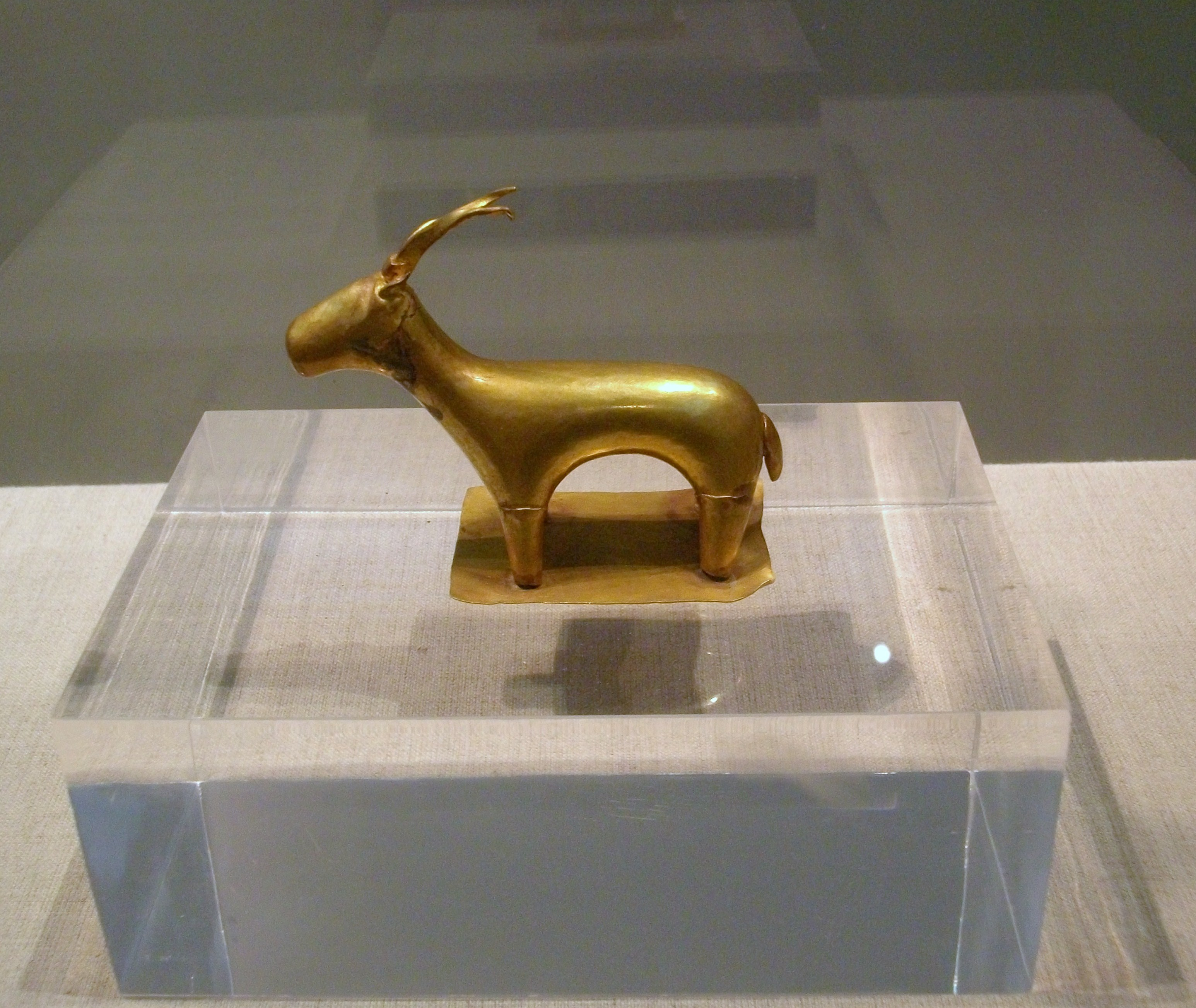
Íbex em ouro

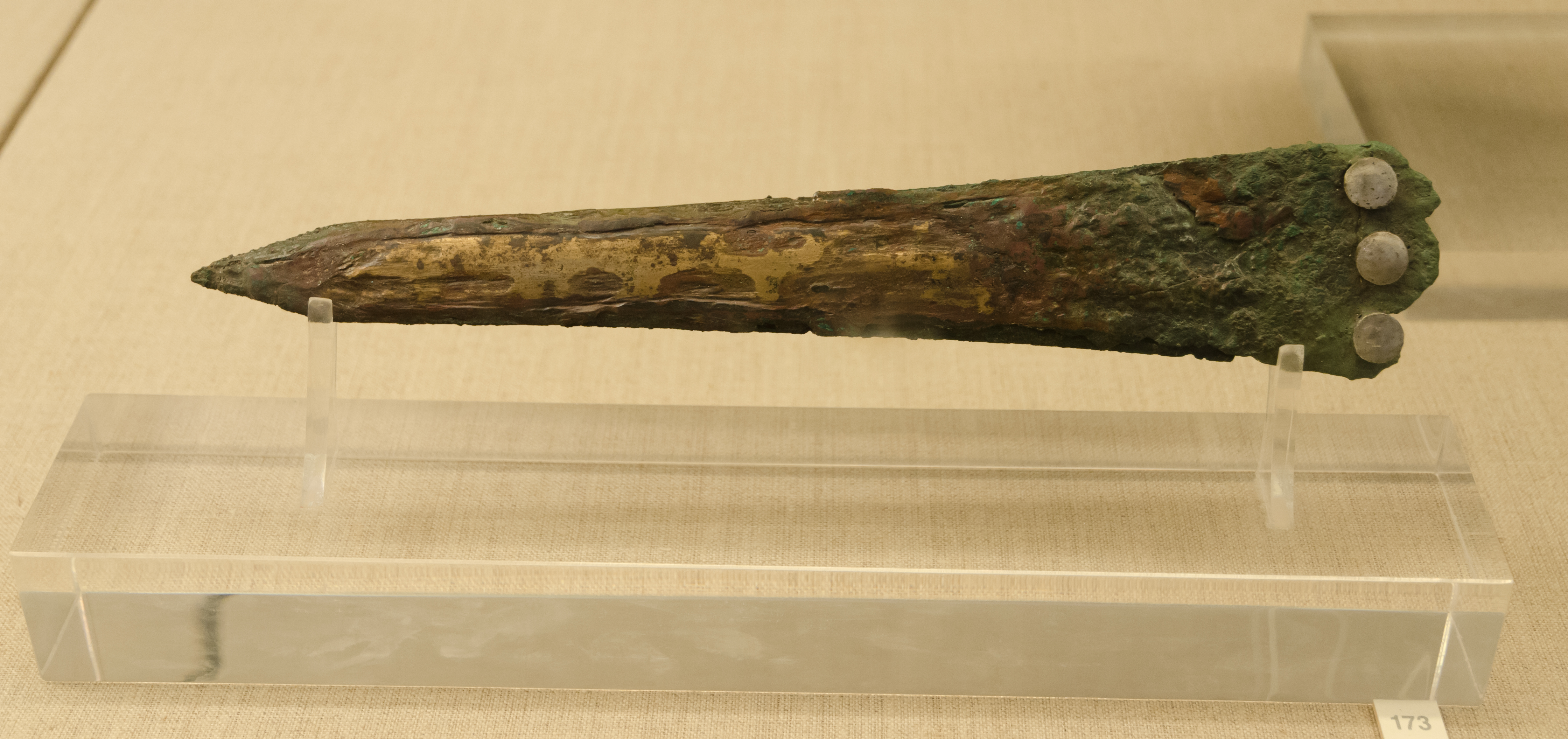
Punhal de bronze

A cidade foi marcada pelo transporte marítimo e comércio de bens manufaturados e metais (cobre, estanho, chumbo, prata, ouro) em todo o Mediterrâneo Oriental. Para facilitar as trocas cambiais foram inventadas unidades de peso (pesos discoides de chumbo e lingotes couro de boi de cobre) e capacidade (pitos) aparentadas com unidades do Oriente Próximo, além de um sistema numérico como evidenciado em inscrições hieroglíficas e em tabuletas em linear A e B. As rotas comerciais do período estendiam-se por todo o Mediterrâneo Oriental, alcançando regiões distantes como o Mar Negro como mostra a presença de um lingote minoico próximo ao litoral búlgaro. Cerâmica (Cerâmica Tell-el-diyehYahu, ânfora síria, jarra cananeia, cerâmica com branco enxertado, cerâmica sírio-palestina de gesso) artefatos manufaturados (almofarizes trípodes de traquito e almofarizes sem pés e com bico), matérias-primas (marfim, ovos de avestruz, madeira) e pigmentos (azul egípcio, glaucofânio, jarosita) provenientes do Levante, Egito e Chipre foram encontrados em Tera; o estilo de pintura policromada de Tera aparentemente originou-se do estilo policromado utilizado em vasos do Levante. Análises de isótopos de chumbo, prata e cobre evidenciam que apenas alguns depósitos de metais foram explorados durante a Idade do Bronze: na Idade do Bronze Inicial Troia fornecia estanho, Citnos cobre, Sifnos prata e chumbo e as minas de Láurio na Ática todos exceto estanho; na Idade do Bronze Tardia Chipre tornou-se importante fornecedor de cobre.
Em Acrotíri o conceito de "oficina" não pode ser aplicado devido a presença, em todos os edifícios escavados, de salas residenciais e salas para manufatura/armazenamento de bens e alimentos, de modo que a produção manufatureira, embora exercida por profissionais especializados, estava envolvida diretamente com o âmbito familiar. Todavia, durante as escavações de Marinatos foram identificadas nas salas Gama 1 e Gama 2 do Setor Gama, Porão 4/4a na Casa Oeste e na parte sul de Xeste 3 possíveis oficinas. Na Sala Gama 1, assim como na adjacente Gama 2, foi encontrada uma lareira, um baú de argila, bancos e diversas ferramentas de pedra, entre elas martelos entalhados. Em Xeste 3 havia grande número de martelos e outras ferramentas. No Porão 4/4a da Casa Oeste havia ferramentas de pedra (entre elas um pilão e moedores), um frasco, duas panelas, uma tigela e um molde de pedra.
Trabalho com metais é evidente em Acrotíri. Duas brocas e vasos de bronze, além de vestígios metálicos, foram encontradas nas escavações: no Porão 4/4a da Casa Oeste vestígios metálicos esbranquiçados foram encontrados em dois potes, juntamente com um fragmento de cerusita (PbCO3); outro fragmento de cerusita foi identificado na Sala Delta 16 do Complexo Delta. Tais vestígios metálicos são evidências de um primitivo processo de copelação para obtenção de prata e chumbo por meio de outras substâncias como litargírio (PbO) e cerusita. A prata, mais do que um mero artigo de luxo, era empregada para produção de vasos e copos, alguns dos quais utilizados em ritos especiais; também tinha valor cambial agindo como moeda, principalmente no comércio de estanho.
Ossos de animais, principalmente bovinos e ovinos, foram encontrados em abundância no sítio o que apontam para um extensiva criação de animais; há grande abundeza de ferramentas produzidas como ossos. A indústria lítica foi bem desenvolvida e engloba a produção de bens funcionais (lajes de moagem, almofarizes, moinhos de mão, lâmpadas a óleo) bem como bens especializados (vasos, selos, joias e estatuetas); houve a utilização de uma vasta gama de matérias-primas: andesito, arenito, carbonato, mármore, serpentina, piroxena, horneblenda, escória, tufo, pedra-pome. Embora a produção fosse local como evidenciado pela utilização de matérias-primas da ilha, pedras brutas, vasos semi-acabados e núcleos importados foram encontrados nas escavações. A indústria cerâmica (ânforas, jarras de estribo, panelas, vasos para beber, vasos para derramar, etc.) foi muito disseminada em Acrotíri e contava com a utilização de rodas de oleiro. Embora ainda não tenha sido encontrado fornos nem mesmo evidências de onde tais atividades eram realizadas, a grande repetição de mesmos tipos em diferentes tamanhos é prova de que tal atividade foi desenvolvida em escala industrial para atender a demanda interna e externa. Além da cerâmica, exemplos de bens produzidos com terracota (suportes para fogueiras), faiança (fragmentos) e grés (vasos) foram encontrados.
É certo que a cidade possuiu um porto, que ainda não foi escavado, estaleiros e os ofícios relacionados. Em Acrotíri foram identificadas algumas âncoras feitas com pedra que foram utilizadas em todos os tipos de barcos, além disso, estes artefatos possuem uma ampla área de distribuição além de Tera: Chipre, Biblos, costa fenício-palestina, Ugarit e costa da Bulgária.
Na Sala 3 da Casa Oeste, ca. 450, e no Setor Alfa de Acrotíri foi encontrada abundância em pesos e fusos de terracota e chumbo. Incontáveis contas de murex, e o elevado valor do açafrão mostram que tecidos de lã e linho foram tingidos independente do custo. Nas redondezas havia uma agricultura diversificada.

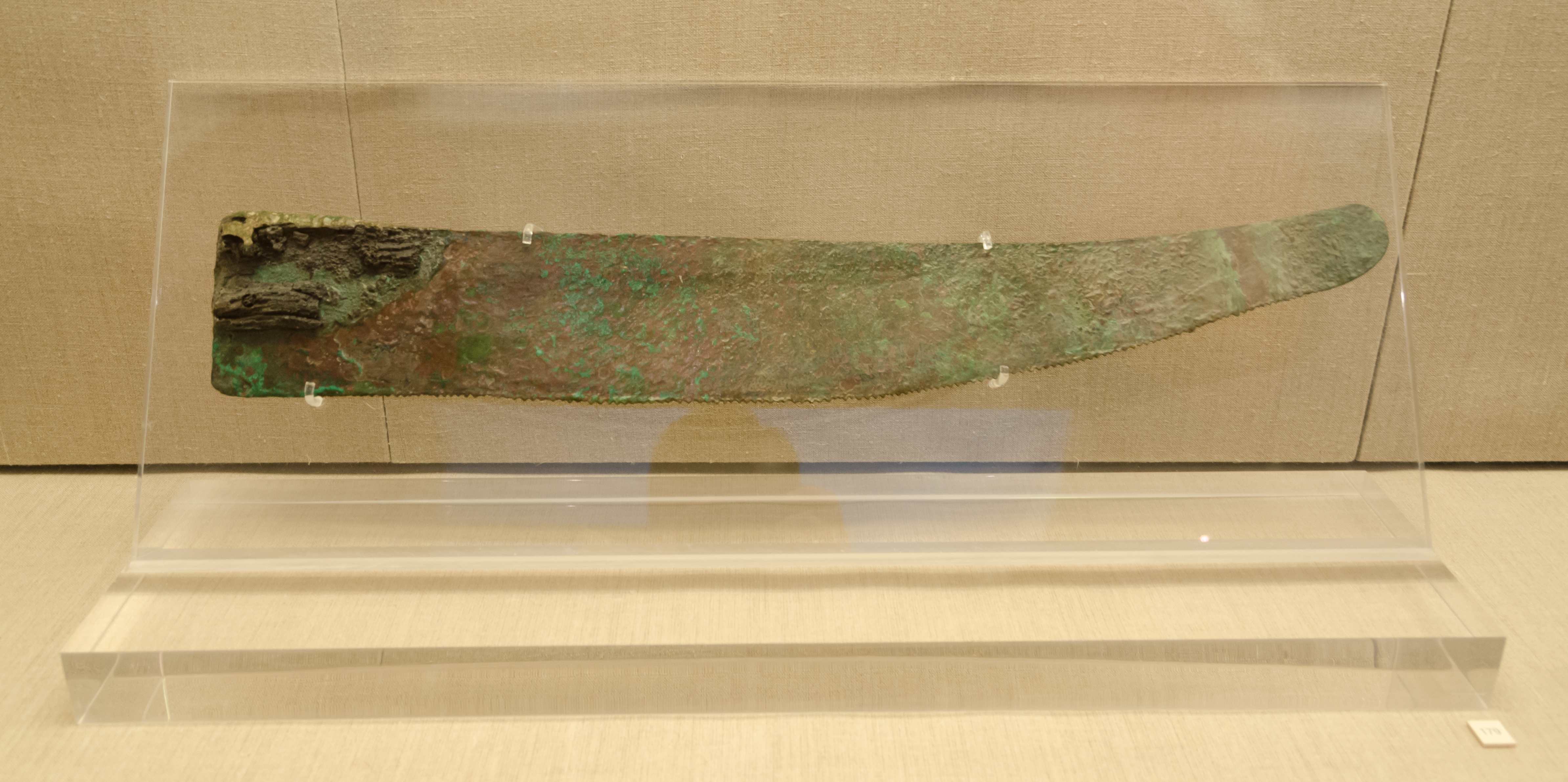
Serra em bronze.
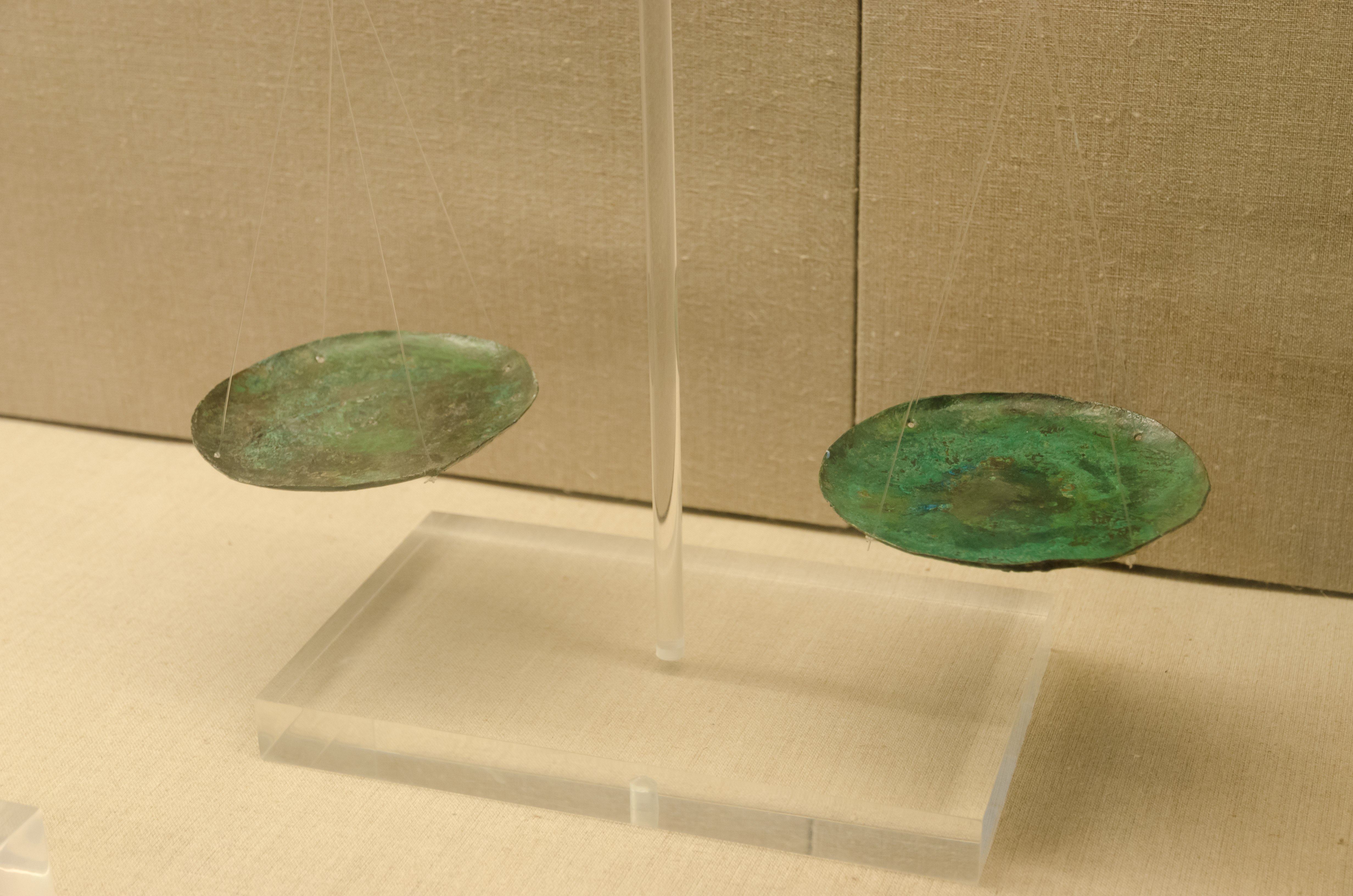
Pratos de uma balança em bronze.

## Sociedade
Ao longo das escavações constatou-se notórias influências sociais cretenses em Acrotíri. Postula-se, por exemplo, que as oficinas de Tera, assim como as de Creta, eram associadas com santuários que consumiam os produtos manufaturados durante os rituais.